# Задебри
Задебри (укр. Задебрі) — село в Ивано-Франковской поселковой общине Яворовского района Львовской области Украины.
Население по переписи 2001 года составляло 102 человека. Занимает площадь 0,16 км². Почтовый индекс — 81082. Телефонный код — 3259.